# Skublics Laura
Besenyői és velikei Skublics Laura (született: Alojzia Rozália Franciska) (Besenyő, Zala vármegye, 1826. július 8. -  Bécs, 1865. október 18.) Zala vármegyei nemesi származású hölgy, Habsburg–Lotaringiai Ernő főherceg felesége.

## Élete
A nemesi származású besenyői és velikei Skublics család sarja. Édesapja, besenyői és velikei Skublics Alajos (1791-1835), Zala vármegye főjegyzője, édesanyja, köbölkuti Ivánkovich Franciska (1791-1835). Apai nagyszülei besenyői és velikei Skublics Zsigmond (1752-1799) és alapi Salamon Rozália (1759-1833) voltak. Skublics Laura testvérei: Skublics Gyula (1831–1906) zalai főispán, földbirtokos; Skublics Konstancia (1821-1901), akinek a férje, nemes Novák Ferenc (1811-1887) királyi hétszemélynök, Zala vármegye főispánja; Skublics Terézia (1827-1911), akinek a férje, nemes Kovács Antal (1824-1862), földbirtokos volt; Skublics Matild (1822–1865), akinek a hitvese, egri Kecskeméthy Albert (1816–1908), Zala vármegye főmérnöke, az 1848-as szabadságharc századosa.

## Első házassága és a titkos morganatikus második házassága
Laura első házasságát családjának leghatározottabb tilalma ellenére egy kivetkőzött piarista szerzetessel, Csendhelyi Ignác (*Nagykanizsa, 1817. május 22.–†Zalaegerszeg, 1854. március 22.) ügyvéd úrral kötötte. Csendhelyi Ignác eredetileg a "Hollmayer Ignác" név alatt született, és a rend elhagyása után a Csendhelyi néven Zalaegerszegen ügyvédként működött. A házasság rosszul sikerült: Csendhelyi Ignác rendkívül jóképű férfi volt, de egyúttal könnyelmű és megfelelő jövedelmekben szűkölködött, másrészről pedig feleségét a legdurvább bánásmódban részesítette. Csendhelyi Ignác és Skublics Laura frigyéből két leány született: Szentmiklóssy Gyula tapolcai főszolgabíróné Csendhelyi Lujza (1846. június 21.–Tapolca, 1931. december 24.), és Csendhelyi Laura. A rossz házasságban szenvedő Skublics Laura hamarosan el is vált a férjétől egyházi engedéllyel. Csendhelyi Ignác hamarosan újra megnősült: 1852. február 16.-án Csöngén feleségül vette nemes Horváth Máriát (Csönge, 1823. szeptember 24.–Csönge, 1873. szeptember 14.), nemes Horváth Mihály, földbirtokos és nemes Pálffy Zsuzsanna lányát, Horváth Elek (1822–1876) országgyűlési képviselőnek a leánytestvérét. Csendhelyi Ignác Horváth Máriával is éppoly durván bánt mint első feleségével míg végül fivére Horváth Elek hazavitte Csöngére a saját házához a kis gyerekével, Csendhelyi Móriccal együtt.
Skublics Laura már 1850-es évek második felében Ernő főherceggel élt együtt Bécsben. Első férje halála után 4 évvel Skublics Laura morganatikus házasságba lépett a főherceggel, amely igen nagy botránynak számított a bécsi udvarban. 1858. április 26.-án, Laibachban titokban házasodott meg Habsburg–Lotaringiai Ernő főherceggel. A házasságot a Laibachban állomásozó tábori lelkész szentesítette. Azért, hogy rangon aluli házasságát titokban tartsa, és az uralkodó család ellenszenvét valamelyest csökkentse, a főherceg a házasságkötés reggelén menyasszonyát örökbe fogadtatta Karl von Wallburg báróval, egy porosz katonatiszttel. Laura már báró Wallburg kisasszonyként állhatott az oltár elé. I. Ferenc József magyar király a főhercegi rangtól megfosztotta és helyette a "báró Wallburg" névvel és címmel ruházta fel, őt és leszármazottjait a tróntól eltiltván. A boldog házasság, amelynek szereplői a főherceg schönkircheni kastélyában éltek (ahol a közös gyermekei töltötték gyermekkorának évei) Skublics Laura váratlan halálával tragikus véget ért 1865-ben. A házasságukból született:
- báró Wallburg Laura Ernesztina (Pest, Lipótváros, 1859. január 18. –? 1900. után)[17]
- báró Wallburg Ernő Henrik Károly (Pest, Lipótváros, 1859. december 12. – Budapest, 1920. február 11.), főhadnagy, a New York kávéház főpincére.[18][19] Felesége: Mária Julianna Schaden (Rosenthal, 1863. június 4.–Budapest, 1948. szeptember 7.)
- báró Wallburg Henrik (Bécs, 1861. június 27. – Krems, 1888. február 2.)
- báró Wallburg Klotild Erzsébet Matild (Pest, Lipótváros, 1863. augusztus 12. – Trieszt, 1953. július 1.)[20]  1. férje: Sedul Pegger (*Laàs, 1843. szeptember 1.–Gnes, 1891. január 5.); 2. férje: Eugen Szimic Edler von Majdangrad (*Brescia, 1846. augusztus 24.–†?)